# Pedro Barreira
Pedro Barreira é um actor português, que conta já com muitas participações em cinema. Em televisão, estreou-se em 2004 num episódio da série Inspector Max, da TVI. Fez também uma pequena participação na série histórica da RTP1 "Pedro e Inês".
"El Chico en la Puerta" foi a sua estreia na 7ª arte. O seu primeiro papel em Hollywood foi em 2002. A sua personagem, Wiiliams em Girl Fever, era destinado para Adam Brody, mas devido a uma sobrecarga na sua agenda Pedro consegui agarrar com força o papel que lhe valeu a continuação no mercado americano. Participou em "Doctors", "Tilt", "Monk" e na série sensação Anatomia de Grey (transmitida na FOX Life e na RTP1). Tem alternado entre os Estados Unidos e Portugal, desempenhando alguns pequenos papéis em filmes portugueses. Em 2007 poderemos vê-lo no tele-filme "Damages", e no filme "Não Por Acaso", ao lado de Rodrigo Santoro.
Já trabalhou com Jennifer Morrison (Dr. House), Mischa Barton (The O.C), Jonathan Rhys Meyers (Match Point), Cole Hauser (Paparazzi), Rodrigo Santoro (Não por Acaso), Ellen Pompeo (Grey´s anatomy), entre muitos outros.

## Novelas e Séries
- Titl - 1 episódio;
- Doctors - 1 episódio ;
- Grey´s Anatomy - 1 episódio;
- Monk - 1 episódio;
- Inspector Max - 1 episódio;
- Pedro e Inês - 3 episódios.

## Filmes
Núcleo Principal:
- Equal You (2008)
- The Warrior Class (2004)
- The Seasons Alter (2002)
- El Chico en la puerta (2000)

Núcleo Adicional:
- Não Por Acaso (2007) - pós produção;
- Octane (2003);
- Girl Fever (2002);
- A Bomba (2001)
- Candy (2006)

## Filmes televisão
- Damages (2006)

## Publicidade
- TMN - televisão (2007)
- escorpion - catálogo (2006)
- CANALI - catálogo (2005)
- Malboro Classics - catálogo (2003)

## Futuros Trabalhos
Cinema: "Equal You" e "Não Por Acaso"; Em negociações para "The Other Side" estrelado por Ryan Gosling.
Televisão: foi falado para muitas produções da TVI, tais como Tempo de Viver, Tu e Eu, Doce Fugitiva, Ilha dos Amores e Deixa-me Amar, não acabando por fazer parte de nenhuma.
Teatro: desconhecido.